# (6428) Barlach
(6428) Barlach ist ein Asteroid des Hauptgürtels, der am 17. Oktober 1960 von dem niederländischen Astronomenehepaar Cornelis Johannes van Houten und Ingrid van Houten-Groeneveld entdeckt wurde. Die Entdeckung geschah im Rahmen des Palomar-Leiden-Surveys, bei dem von Tom Gehrels mit dem 120-cm-Oschin-Schmidt-Teleskop des Palomar-Observatoriums aufgenommene Feldplatten an der Universität Leiden durchmustert wurden.
Der Asteroid wurde nach dem deutschen Bildhauer, Schriftsteller und Zeichner Ernst Barlach (1870–1938) benannt, der besonders für seine Holzplastiken und Bronzen bekannt ist.